# Hohenbergia littoralis
Hohenbergia littoralis är en gräsväxtart som beskrevs av Lyman Bradford Smith. Hohenbergia littoralis ingår i släktet Hohenbergia och familjen Bromeliaceae. Inga underarter finns listade i Catalogue of Life.